# Remek-djelo
Remek-djelo (od mađ. remeslo: zanat), vrhunsko, prvorazredno djelo u umjetnosti, koje ima izuzetne i često neponovljive odlike. Pojam se koristi za slike, kipove, arhitekturu ili književna djela koja su obilježila neku epohu, određivala kulturna, umjetnička i društvena kretanja i pripadaju među najbolja ostvarenja u svojoj vrsti. Npr., Mona Lisu renesansnog majstora Leonarda da Vincija opisuje se kao remek-djelo slikarstva.